# Zofia Zamenhof
Zofia Zamenhof (1889. december 13. – valószínűleg 1942. augusztus) lengyel gyermekorvos, Klara (Silbernik) és Lazar Markovics Zamenhof, az eszperantó nyelv elindítóinak lánya. Eszperantista, sokat segített édesapjának nagy példányszámú eszperantó könyvtárának rendezésében. Testvére: Adam Zamenhof és Lidia Zamenhof.

## Életrajz
1907 és 1913 között orvosi tanulmányait a lausanne-i egyetemen végezte, és 1914-ben államvizsgát tett Szentpéterváron. Ezután belgyógyászatra és gyermekbetegségekre szakosodott. Egy libedyni, majd 1922-től egy varsói kórházban dolgozott. A második világháború alatt a varsói gettóba került. A nácik jelenléte ellenére folytatta orvosi gyakorlatát, amíg letartóztatták és egy haláltáborba szállították. 1942-ben a varsói gettóban található Umschlagplatzról (gyűjtőhely) a treblinkai megsemmisítőtáborba vitték, ahol meggyilkolták, valószínűleg egy gázkamrában.
Szimbolikus síremléke (emléktábla Klara Zamenhof sírja közelében) a varsói zsidó temetőben található.

## Fordítás
- Ez a szócikk részben vagy egészben  a   Zofia Zamenhof című eszperantó Wikipédia-szócikk ezen változatának fordításán alapul.  Az eredeti cikk szerkesztőit annak laptörténete sorolja fel. Ez a jelzés csupán a megfogalmazás eredetét és a szerzői jogokat jelzi, nem szolgál a cikkben szereplő információk forrásmegjelöléseként.